# Суарди
Суарди (итал. Suardi) — коммуна в Италии, находится в регионе Ломбардия, в провинции Павия.
Население составляет 703 человека (2008), плотность населения составляет 78 чел./км². Занимает площадь 9 км². Почтовый индекс — 27030. Телефонный код — 0384.
Покровителем коммуны почитается святой апостол Варфоломей, празднование 24 августа. 

## Демография
Динамика населения:

## Администрация коммуны
- Официальный сайт: